# Santiago Muñoz Robles
Santiago René Muñoz Robles (El Paso, Texas, 14 de agosto de 2002) es un futbolista mexicano nacido en los Estados Unidos que juega como delantero en el Sporting Kansas City de la MLS.

## Trayectoria

### Inicios
En el 2017 participó en el Allstate Sueño Alianza, un programa de visorias realizado en Estados Unidos, en donde fue reclutado por el Club Santos Laguna. Santi comenzó jugando con la categoría sub-17 en donde solo disputó 3 torneos antes de subir a la categoría sub-20 en el 2020.
Debutó en primera división el 25 de octubre de 2020 contra el Club Atlético de San Luis, en un partido correspondiente a la decimoquinta jornada del Torneo Guard1anes 2020, fue al minuto 73 que Guillermo Almada le dio ingreso al cotejo. El domingo 31 de enero de 2021, anotó su primer gol como profesional en la cuarta jornada del Guard1anes 2021 en el empate a un tanto contra el Club América.

### Newcastle United
El 31 de agosto de 2021, Muñoz se unió al Newcastle United Football Club de la Premier League en un contrato de préstamo de 18 meses. En septiembre se dio a conocer que por reglamento tenía que tener un proceso de adaptación con el futbol de dicho país pero en la segunda división, por lo que fue mandado con el equipo de la categoría sub-23 que disputaba la Premier League 2. En diciembre, Elliott Dickman, director técnico de Newcastle Sub-23, reveló que Santiago estaba lesionado y por eso motivo aun no había debutado en la categoría.
En enero de 2022 hizo pretemporada con el primer equipo de Newcastle después de superar la lesión que tuvo durante algunos meses. El 14 de febrero por fin logró su debut con el equipo de la categoría sub-23 en la Premier League Cup al ingresar de cambio al minuto 64 ante Huddersfield Town. El 24 de febrero participó en un partido contra North Shields por la "Northumberland Senior Cup", ingreso de cambio al minuto 78 en lugar de Reagan Thomson, el partido término empatado y en la tanda de penales Muñoz anotó, ayudando a Newcastle a conseguir la victoria y llegar a la final de la copa. El 28 de febrero disputó su primer partido de liga, empezando como titular por primera vez y participando 45 minutos en la victoria de Newcastle ante Norwich City. El 28 de marzo anotó su primer gol en la victoria de su equipo ante West Bromwich Albion Football Club por marcador de 4-3. El 5 de mayo disputó la final de la "Northumberland Senior Cup" ante Blyth Spartans, entró de cambio al minuto 65 en lugar de Josh Scott y cuatro minutos después anotó su tercer gol con el equipo, el marcador final del partido fue de 2-3 a favor de Blyth Spartans.
El 30 de julio de 2022 tuvo su primera participación con el primer equipo entrando de cambio en lugar de Callum Wilson en un partido amistoso jugado contra Athletic Club. Durante la pretemporada con la categoría Sub-21, Muñoz se encargo de anotar dos goles, uno ante Blackburn y otro contra Dundee United. El 21 de agosto dio su primer asistencia en la derrota de Newcastle ante Norwich. El 30 de agosto fue convocado para participar en la EFL Trophy ante Doncaster Rovers Football Club, pero Muñoz se quedó en la banca. Muñoz se lesionó y no tuvo actividad con el equipo hasta diciembre, entrando de cambio en un partido de copa contra Sheffield United.

## Selección nacional

### Sub-17
Formó parte del roster que participó en el Campeonato Sub-17 de CONCACAF 2019, anotando cinco goles, donde México ganó la competencia.
También participó en el Mundial Sub-17 de 2019, donde México terminó subcampeón.

### Sub-23
En febrero de 2021 formó parte de la prelista de 50 jugadores para participar en el Preolímpico de Concacaf de 2020. En marzo se oficializó su participación en la competencia al ser incluido en la lista final.
Participó en el Preolímpico de Concacaf de 2020, apareciendo en tres partidos, donde México ganó la competencia.

## Estadísticas
Actualizado de acuerdo al último partido jugado el 27 de mayo de 2024.

#### Categorías inferiores
| C. Santos Laguna · México                                                                              |               |               |    |    |   |    |    |    |
| Sub-17                                                                                                 | 2018-19       | 23            | 9  | 0  | 0 | 23 | 9  |    |
| Sub-17                                                                                                 | 2019-20       | 8             | 6  | 0  | 0 | 8  | 6  |    |
| Sub-20                                                                                                 | 2019-20       | 9             | 3  | 0  | 0 | 9  | 3  |    |
| Sub-20                                                                                                 | 2020-21       | 8             | 2  | 0  | 0 | 8  | 2  |    |
| Sub-20                                                                                                 | 2022-23       | 2             | 1  | 0  | 0 | 2  | 1  |    |
| Total club                                                                                             | Total club    | Total club    | 50 | 21 | 0 | 0  | 50 | 21 |
| Newcastle United Inglaterra                                                                            |               |               |    |    |   |    |    |    |
| Sub-23                                                                                                 | 2021-22       | 5             | 1  | 4  | 1 | 9  | 2  |    |
| Sub-21                                                                                                 | 2022-23       | 4             | 0  | 1  | 0 | 5  | 0  |    |
| Total club                                                                                             | Total club    | 9             | 1  | 5  | 1 | 14 | 2  |    |
| Total carrera                                                                                          | Total carrera | Total carrera | 59 | 22 | 5 | 1  | 64 | 23 |
| (1) Incluye datos de la Premier League Cup (2021-22, 2022-23) y la Northumberland Senior Cup (2021-22) |               |               |    |    |   |    |    |    |

#### Clubes
| Club                                   | Div.          | Temporada     | Liga(1) | Liga(1) | Liga(1) | Copas Nacionales(2) | Copas Nacionales(2) | Copas Nacionales(2) | Torneos Internacionales | Torneos Internacionales | Torneos Internacionales | Total | Total | Total  | Media Goleadora |
| Club                                   | Div.          | Temporada     | Part.   | Goles   | Asist.  | Part.               | Goles               | Asist.              | Part.                   | Goles                   | Asist.                  | Part. | Goles | Asist. | Media Goleadora |
| -------------------------------------- | ------------- | ------------- | ------- | ------- | ------- | ------------------- | ------------------- | ------------------- | ----------------------- | ----------------------- | ----------------------- | ----- | ----- | ------ | --------------- |
| C. Santos Laguna · México              | 1.ª           | 2020-21       | 19      | 3       | 3       | 0                   | 0                   | 0                   | 0                       | 0                       | 0                       | 19    | 3     | 3      | 0.17            |
| C. Santos Laguna · México              | Total club    | Total club    | 19      | 3       | 3       | 0                   | 0                   | 0                   | 0                       | 0                       | 0                       | 19    | 3     | 3      | 0.17            |
| Total carrera                          | Total carrera | Total carrera | 18      | 3       | 3       | 0                   | 0                   | 0                   | 0                       | 0                       | 0                       | 18    | 3     | 3      | 0.17            |
| (1)Incluye datos de la Liga MX (2020). |               |               |         |         |         |                     |                     |                     |                         |                         |                         |       |       |        |                 |

## Palmarés

### Títulos internacionales
| Título                           | Equipo          | Sede           | Año  |
| -------------------------------- | --------------- | -------------- | ---- |
| Campeonato Sub-17 de la Concacaf | México Sub-17   | Estados Unidos | 2019 |
| Preolímpico de Concacaf          | México Olímpico | Guadalajara    | 2021 |